# Phare d'Umpqua River
Le phare d'Umpqua River est un phare situé à l'embouchure de la rivière Umpqua à Winchester Bay dans le Comté de Douglas (État de l'Oregon), aux États-Unis.
Ce phare est géré par la Garde côtière américaine, et les phares de l'État de Washington sont entretenus par le District 13 de la Garde côtière  basé à Seattle.
Il est inscrit au Registre national des lieux historiques depuis le 21 octobre 1977 .

## Histoire
Situé à l'embouchure de la rivière Umpqua, le premier phare a été construit en 1855 et mis en service en 1857. Construit le long du chenal, le phare était vulnérable aux inondations saisonnières et à l'érosion annuelle du remblai de sable. En octobre 1863, les fondations du bâtiment devenant trop instables, la structure s'effondra. Avant son effondrement, l'United States Lighthouse Board avait prévu la nécessité de construire un nouveau phare sur le site. Cependant, il fallut attendre 1888 avant que le Congrès approuve sa construction.
La construction commença en 1892 et le phare fut mis en service en 1894. Construit en même temps que le phare d'Heceta Head, il fut construit à partir des mêmes plans et il est pratiquement identique. Contrairement à son prédécesseur, le nouveau phare avait plusieurs avantages par rapport à la lumière d'origine. Construit à 30 m au-dessus de la rivière, il était à l'abri des inondations. Cela était en partie dû à l'insistance du service des phares à ce que les navires puissent tracer un parcours basé sur des phares visibles. La lumière du premier phare n'était pas visible en mer et n'était utilisable que pour aider les navires à s'approcher de la rivière.
Le second phare est équipé d'une lentille de Fresnel rotative de 1er ordre mue par un mécanisme d'horlogerie. Il a finalement été automatisé en 1966. Le mécanisme de rotation a servi pendant 89 ans avant de finalement tomber en panne et a été retiré. L'US Coast Guard, responsable de la lumière à ce moment, voulait remplacer le mécanisme par un nouveau. Cependant, un fort tollé général a forcé ces plans à avorter, et en 1985, l'ancien mécanisme a été remis dans sa position après avoir été entièrement restauré.
Les visiteurs peuvent visiter le phare et le musée d'histoire côtière adjacent de mai à septembre. Le musée est situé dans la station historique de la Garde côtière américaine et présente des expositions sur le phare, l'histoire locale et l'histoire de l'US Coast Guard sur la rivière Umpqua.

## Description
Le phare est une tour circulaire, avec galerie et lanterne, mesurant 20 m de haut. Elle est attenante à un petit local désormais fermé. A une hauteur focale de 50 m il émet, un groupe de 2 flashs blancs et un flash rouge, par période de 15 secondes. La lentille de Fresnel de 1er d'origine est toujours en fonctionnement. Sa portée nominale est de 21 milles nautiques (environ 39 km), ce qui en fait le phare le plus puissant de l'Oregon.
Le phare est adjacent au Umpqua Lighthouse State Park  ou se trouve le musée Umpqua River Lighthouse.
Identifiant : ARLHS : USA-866 - Amirauté : G4472 - USCG : 6-0620.

## caractéristique duFeu maritime
Fréquence : 15 secondes (W-W-R)
- Lumière : 0.1 seconde
- Obscurité : 4.9 secondes

|          |
| Le phare |

|             |
| La Lanterne |

|                      |
| Le musée et le phare |

### Lien connexe
- Liste des phares de l'Oregon